# Phyllocolpa excavata
Phyllocolpa excavata är en stekelart som först beskrevs av Marlatt 1896.  Phyllocolpa excavata ingår i släktet Phyllocolpa, och familjen bladsteklar. Arten är reproducerande i Sverige.